# Josef Martinec (generál)
Josef Martinec (* 17. února 1924) byl český a československý generál ČSLA, politik Komunistické strany Československa a poslanec Sněmovny lidu Federálního shromáždění za normalizace.

## Biografie
K roku 1981 se profesně uvádí jako zástupce ministra národní obrany. K roku 1980 je zmiňován coby Náčelník Hlavní stavební a výrobní správy ČSLA a zástupce MNO. Toho roku byl povýšen z generálmajora na generálporučíka. Ve stejné funkci v ČSLA je zmiňován i k roku 1985.
Ve volbách roku 1981 zasedl do Sněmovny lidu (volební obvod č. 20 - Slaný, Středočeský kraj). Ve Federálním shromáždění setrval do konce funkčního období, tedy do voleb roku 1986.